# Idmiston
 (septembre 2023).
Idmiston est une paroisse civile et un village du Wiltshire, en Angleterre.